# Asamblea Nacional de Yibuti
La Asamblea Nacional de Yibuti es el cuerpo legislativo unicameral del país.
Está compuesta de 65 diputados, 33 de la etnia Issa y 32 de la afar, elegidos por un periodo de cinco años en diversas circunscripciones. Las primeras elecciones multipartidistas tras la independencia conseguida en 1977 fueron en 2003, dos años después de concluir oficialmente la Guerra Civil de Yibuti. La coalición gubernamental se llevó todos los escaños en juego, pese a que los opositores consiguieron un 37,3% de los votos.
Idriss Arnaoud Ali fue presidente de la Asamblea Nacional desde 2003 hasta su muerte en 2015. Le sucedió Mohamed Ali Houmed.
Durante toda su existencia, la Asamblea Nacional ha estado dominada por la Agrupación Popular para el Progreso , que actualmente es el principal socio de la coalición Unión para la Mayoría Presidencial. De 1981 a 1992, el RPP fue el único partido legal. Incluso después de que los partidos de oposición fueran legalizados en 1992, el RPP ganó todos los escaños en la legislatura. A partir de 1997 participó en las elecciones como parte de una coalición, conocida desde 2003 como la UMP, que siguió ganando todos los escaños. Los partidos de oposición no lograron ingresar a la legislatura hasta 2013. En las elecciones parlamentarias de Yibuti de 2018, que fueron boicoteadas por los principales partidos de oposición, la Unión para la Mayoría Presidencial obtuvo una amplia mayoría.  El sistema político de Yibuti concentra la mayor parte del poder en manos del presidente y hay poca oposición a las decisiones ejecutivas.
A partir de 2018, una cuota exige que al menos el 25 % de los legisladores sean mujeres.

## Presidentes
| Nombre                   | Comienzo del mandato | Fin del mandato       | Notas |
| ------------------------ | -------------------- | --------------------- | ----- |
| Ahmed Dini Ahmed         | 13 de mayo de 1977   | 13 de julio de 1977   | [ 4 ] |
| Saad Warsama Dirie       | 1977                 | 1979                  | [ 4 ] |
| Abdoulkader Waberi Askar | 1979                 | 1993                  | [ 4 ] |
| Said Ibrahim Badoul      | 1993                 | 2003                  | [ 4 ] |
| Idriss Arnaoud Ali       | 21 de enero de 2003  | 12 de febrero de 2015 |       |
| Mohamed Ali Houmed       | 1 de marzo de 2015   | en el cargo           |       |

## Sede
El edificio de la asamblea nacional fue construido y financiado parcialmente por el gobierno de Irán y se completó el 23 de noviembre de 2014. La deuda de este proyecto aún no ha sido pagada a la fecha. El presidente del parlamento iraní, Alí Larijaní, asistió a una ceremonia para inaugurar este nuevo edificio y entregarlo.

## Composición tras las elecciones de 2003
| Coaliciones | % en 2003 | Escaños en 2003 |
| --- | --------- | --------------- |
| Unión para la Mayoría Presidencial • Agrupación Popular para el Progreso • Frente por la Restauración de la Unidad y de la Democracia • Partido Nacional Democrático • Partido Popular Social Demócrata                           | 62,7      | 65              |
| Unión para la Alternancia Democrática • Alianza Republicana por la Democracia • Movimiento por la Renovación Democrática y el Desarrollo • Partido Yibutiano por el Desarrollo • Unión Yibutiense por la Democracia y la Justicia | 37,3      | 0               |
| Total | 100       | 65              |

- Datos: Q1139363